# 數字千年版權法
数字千年版权法（英語：Digital Millennium Copyright Act，DMCA）是一个美国版权法律。它以刑事犯罪立法的形式禁止了受版权保护（通常是受「數位內容權利管理，DRM技术控制」）的技术、设备或服务的生产与传播，以及绕过DRM本身的行为。此外，DMCA还加大了对于互联网侵权的处罚。1998年10月12日，美国参议院全票通过了该法，随后，时任美国总统比尔·克林顿在10月28日签字使其正式成为法律。DMCA修订了美国法典中的第17条，延伸了「版权」的范围，同时限制了在线服务提供商为其用户侵犯版权的责任。

## 条款正文

### 第一部分：WIPO版权条约及表演和录影制品条约执行法案
DMCA的第一部分，WIPO版权条约及表演和录影制品条约执行法案（WIPOTI）。该法案对美国版权法进行了修订，以符合WIPO在1996年12月通过的「版权条约」和「表演和录影制品条约」。条约包含两个内容，其一涵盖了美国的副本复制预防法规中的几个条约。关于该法案的这一部分以及进一步分析，请参阅世界知识产权组织版权及表演和录影制品条约执行法案。
其二则是所谓的DMCA反规避法案。其规定作用于反拷贝系统（也叫「技术保护措施」），并要求所有的模拟录像机支持由Macrovision（现乐威公司）提供的内建防拷贝系统。这无疑使当时的Macrovision在此方面获得了垄断权。

### 第二部分：网络著作权侵权责任限制法案
DMCA的第二部分，网络著作权侵权责任限定法（OCILLA），为在线服务提供商（OSP，其中包括互联网服务提供商（ISP））建立了一个“安全港”，对符合其特定要求的侵权行为进行打击。OSP必须遵守其准则，并在收到著作权人或其代理人要求索赔的通知时及时阻止用户访问涉嫌侵权的材料（或将其从自己的服务器中删除）。OCILLA还便于法院向OSP签发传票，要求其提供其（侵权）用户的身份。

### 第三部分：电脑维修竞争保障法案
DMCA的第三部分修改了版权 第117条，使得修理电脑时，可以获得暂时、有限的副本。它在麦系统公司起诉山顶电脑公司（991 F.2d 511,1993年第九巡回法院判决）一案中首次得以运用

### 第四部分：杂项条例
DMCA的第四部分包含各式各样的规定：
- 明确并添加了版权局的职责。
- 添加了一些针对广播公司的临时副本许可条例。
- 新增条例以方便远程教育。
- 新增条例以帮助录音库的保存。
- 新增了有关集体谈判和转让电影版权的条例。

### 第五部分：原始设计保护法
DMCA第五部分添加了第1301 （页面存档备份，存于）号至第1332 （页面存档备份，存于）号条例以保护独一无二的原始设计。 (此前这些设计并没有受著作权法保护).

## 反规避豁免条例
除了「安全港」和豁免章程的明确规定，17 U.S.C. 1201（a, 1) （页面存档备份，存于）规定国会图书馆对访问规避的材料有豁免权，并用于非侵权用途。这些豁免规则每3年修订一次（先前的将被作废），首先在社会征集意见，然后经过听证会通过后确立。
现行的豁免条约在2010年7月被通过，详细内容请参见美国版权局官方网站 （页面存档备份，存于）（英文版）。

## 链接至侵权内容
现行法律对于网站链接至侵权内容的行为是否侵权没有做出明确规定，但是已有部分下级法院对这种情况做出了较为狭义的规定。一是在某网站收到强制令后仍然试图链接该网站，二是故意链接受DRM保护的材料。在美国，尚未有违反以上规定的先例。

## 较为著名的判决
- 爱德曼公司诉N2H2公司（英语：Digital_Millennium_Copyright_Act#Edelman_v._N2H2）
- RealNetworks公司诉DVD拷贝控制协会公司（英语：Digital_Millennium_Copyright_Act#RealNetworks.2C_Inc._v._DVD_Copy_Control_Association.2C_Inc.）
- 维亚康姆公司诉Youtube（英语：Viacom International Inc. v. YouTube, Inc.）
- IO集团公司诉Veoh网络公司（英语：Digital_Millennium_Copyright_Act#IO_Group.2C_Inc._v._Veoh_Networks.2C_Inc.）
- 弗农诉欧特克公司（英语：Digital_Millennium_Copyright_Act#Vernor_v._Autodesk.2C_Inc.）
- 伦茨诉环球音乐公司（英语：Digital_Millennium_Copyright_Act#Lenz_v._Universal_Music_Corp.）
- Flava工程公司诉冈特（英语：Digital_Millennium_Copyright_Act#Flava_Works_Inc._v._Gunter）
- 阿里特诉维亚康姆国际公司（英语：Digital_Millennium_Copyright_Act#Ouellette_v._Viacom_International_Inc.）
- 索尼公司诉乔治·霍茨（英语：Digital_Millennium_Copyright_Act#Sony_v._George_Hotz）

## 批评
目前关于DMCA的批评主要集中在以下方面
- 移除通知 （页面存档备份，存于）
- 对模拟视频设备的影响 （页面存档备份，存于）
- 对研究的影响 （页面存档备份，存于）
- 对创新与竞争的影响 （页面存档备份，存于）
- 改革与反对 （页面存档备份，存于）

同時2015年9月被揭發的大众汽車排放造假醜聞，在行車電腦中植入可規避官方檢驗的軟體，在官方檢驗時自動調整相關參數以通過廢氣排放標準，但實際上這些車輛排放的廢氣全都超標10至40倍，也是可能因為利用這個法案保護了該特殊軟體，涉案車的車主甚至連美國政府都無法查軟體內容。

## 附加链接
英語维基文库中与本条目相关的原始文献：
- H.R. 2281, DMCA
- U.S. Copyright Office summary of the DMCA （页面存档备份，存于）（PDF format）
- Title 17 of the U.S. Code （页面存档备份，存于）, Cornell Law School
- Cybertelecom's DMCA information and background material （页面存档备份，存于）
- A citizen's guide to the DMCA （页面存档备份，存于）
- ChillingEffects.org （页面存档备份，存于）, a clearinghouse of DMCA 512 notices and cease and desist letters
- Info on Dealing with Digital Copyrights Infringement including filing DMCA Notices （页面存档备份，存于）
- Interview of Marcia Hoffman from the EFF on Lenz v. Universal DMCA lawsuit （页面存档备份，存于）
- Seth Finkelstein, How To Win（DMCA）Exemptions And Influence Policy.
- The Electronic Frontier Foundation（EFF）page on the DMCA （页面存档备份，存于）
- Unintended Consequences: Ten Years under the DMCA - EFF （页面存档备份，存于）
- Media Copyrights Law （页面存档备份，存于）